# Chris Guccione
Chris Guccione (Melbourne, 30 juli 1985) is een Australisch professioneel tennisser. Guccione is sinds 2003 actief als professional.
Gucciones beste prestatie tot op heden op de ATP-tour is het winnen van de dubbelspelfinale van het ATP-toernooi van Newport in 2010.

## Palmares
| Legenda                       | Legenda               |
| ----------------------------- | --------------------- |
| Grand Slam                    |                       |
| Olympische Spelen             |                       |
| tot 2009                      | vanaf 2009            |
| Tennis Masters Cup            | ATP Finals            |
| ATP Masters Series            | ATP Tour Masters 1000 |
| ATP International Series Gold | ATP Tour 500          |
| ATP International Series      | ATP Tour 250          |

### Enkelspel
| Nr.                          | Datum            | Toernooi     | Ondergrond | Tegenstander in finale | Score            | Details |
| ---------------------------- | ---------------- | ------------ | ---------- | ---------------------- | ---------------- | ------- |
| verloren finales             |                  |              |            |                        |                  |         |
| 1.                           | 7 januari 2007   | ATP Adelaide | Hardcourt  | Novak Đoković          | 3-6, 7(6)–6, 4-6 | details |
| 2.                           | 18 januari 2008  | ATP Sydney   | Hardcourt  | Dmitri Toersoenov      | 6-7(3), 6-7(4)   | details |
| gewonnen finales challengers |                  |              |            |                        |                  |         |
| 1.                           | 13 februari 2005 | Burnie       | Hardcourt  | Gouichi Motomura       | 6-3, 7-5         |         |
| 2.                           | 10 april 2005    | Canberra     | Gravel     | Lars Uebel             | 7-5, 6-1         |         |
| 3.                           | 8 oktober 2006   | Quito        | Gravel     | Guillermo Cañas        | 6-3, 7-6         |         |
| 4.                           | 15 oktober 2006  | Medellín     | Gravel     | Santiago Giraldo       | 7-6(4), 7-6(4)   |         |
| 5.                           | 19 juli 2009     | Aptos        | Hardcourt  | Nick Lindahl           | 6-3, 6-4         |         |

### Dubbelspel
| Nr.                          | Datum             | Toernooi        | Ondergrond    | Partner          | Tegenstanders in finale                 | Score                  | Details |
| ---------------------------- | ----------------- | --------------- | ------------- | ---------------- | --------------------------------------- | ---------------------- | ------- |
| gewonnen finales herendubbel |                   |                 |               |                  |                                         |                        |         |
| 1.                           | 17 juli 2010      | ATP Newport (1) | Gras          | Carsten Ball     | Santiago González Travis Rettenmaier    | 6-3, 6-4               | details |
| 2.                           | 13 juli 2014      | ATP Newport (2) | Gras          | Lleyton Hewitt   | Jonathan Erlich Rajeev Ram              | 7-5, 6-4               | details |
| 3.                           | 20 juli 2014      | ATP Bogota      | Hardcourt     | Samuel Groth     | Nicolas Barrientos Juan Sebastián Cabal | 7-6(5), 6-7(3), [11-9] | details |
| 4.                           | 28 juni 2015      | ATP Nottingham  | Gras          | André Sá         | Pablo Cuevas David Marrero              | 6-2, 7-5               | details |
| verloren finales herendubbel |                   |                 |               |                  |                                         |                        |         |
| 1.                           | 6 januari 2008    | ATP Adelaide    | Hardcourt     | Robert Smeets    | Marcelo Melo Martín García              | 3-6, 6-3, [7-10]       | details |
| 2.                           | 28 september 2014 | ATP Shenzhen    | Hardcourt     | Sam Groth        | Jean-Julien Rojer Horia Tecău           | 4-6, 6-7(4)            | details |
| 3.                           | 19 oktober 2014   | ATP Moskou      | Hardcourt     | Sam Groth        | František Čermák Jiří Veselý            | 6-7(2), 5-7            | details |
| 4.                           | 4 oktober 2015    | ATP Shenzhen    | Hardcourt     | André Sa         | Jonathan Erlich Colin Fleming           | 1-6, 7-6(3), [6-10]    | details |
| 5.                           | 10 januari 2016   | ATP Brisbane    | Hardcourt     | James Duckworth  | Henri Kontinen John Peers               | 6-7(4), 1-6            | details |
| 6.                           | 24 april 2016     | ATP Boekarest   | Gravel        | André Sá         | Florin Mergea Horia Tecău               | 5-7, 4-6               | details |
| gewonnen finales challengers |                   |                 |               |                  |                                         |                        |         |
| 1.                           | 13 februari 2005  | Burnie          | Hardcourt     | Luke Burgeois    | Alexander Hartman Scott Lipsky          | 6-4, 6-3               |         |
| 2.                           | 10 april 2005     | Canberra        | Gravel        | Richard Fromberg | Werner Eschauer Vasilis Mazarakis       | 6-1, 6-2               |         |
| 3.                           | 6 augustus 2006   | Segovia         | Hardcourt     | Paul Baccanello  | Johan Landsberg Filip Prpic             | 6-3, 7-6(2)            |         |
| 4.                           | 19 april 2009     | Johannesburg    | Hardcourt     | George Bastl     | Michail Jelgin Aleksandr Koedrjavtsev   | 6-2, 4-6, [11-9]       |         |
| 5.                           | 10 mei 2009       | Ramat Hasjaron  | Hardcourt     | George Bastl     | Jonathan Erlich Andy Ram                | 7-5, 7-6(6)            |         |
| 6.                           | 19 juli 2009      | Aptos           | Hardcourt     | Carsten Ball     | Sanchai Ratiwatana Sonchat Ratiwatana   | 6-3, 6-2               |         |
| 7.                           | 18 juli 2010      | Aptos           | Hardcourt     | Carsten Ball     | Adam Feeney Greg Jones                  | 6-1, 6-3               |         |
| 8.                           | 17 juli 2011      | Aptos           | Hardcourt     | Carsten Ball     | John Paul Fruttero Raven Klaasen        | 7-6(5), 6-4            |         |
| 9.                           | 9 oktober 2011    | Sacramento      | Hardcourt     | Carsten Ball     | Nicholas Monroe Jack Sock               | 7-6(3), 1-6, [10-5]    |         |
| 10.                          | 16 oktober 2011   | Tiburon         | Hardcourt     | Carsten Ball     | Steve Johnson Sam Querrey               | 6-1, 5-7, [10-6]       |         |
| 11.                          | 14 oktober 2012   | Tiburon         | Hardcourt     | Rik De Voest     | Jordan Kerr Andreas Siljeström          | 6-1, 6-4               |         |
| 12.                          | 7 april 2013      | León            | Hardcourt     | Matt Reid        | Purav Raja Divij Sharan                 | 6-3, 7-5               |         |
| 13.                          | 21 april 2013     | Mexico-Stad     | Hardcourt     | Carsten Ball     | Jordan Kerr John-Patrick Smith          | 6-3, 3-6, [11-9]       |         |
| 14.                          | 9 februari 2014   | Dallas          | Hardcourt (i) | Samuel Groth     | Ryan Harrison Mark Knowles              | 6-4, 6-2               |         |
| 15.                          | 6 april 2014      | León            | Hardcourt     | Samuel Groth     | Marcus Daniell Artem Sitak              | 6-3, 6-4               |         |
| 16.                          | 27 april 2014     | Shenzhen        | Hardcourt     | Samuel Groth     | Dominik Meffert Tim Pütz                | 6-3, 7-6(5)            |         |
| 17.                          | 4 mei 2014        | Taipei          | Hardcourt     | Samuel Groth     | Austin Krajicek John-Patrick Smith      | 6-4, 5-7, [10-8]       |         |
| 18.                          | 11 mei 2014       | Gimcheon        | Hardcourt     | Samuel Groth     | Austin Krajicek John-Patrick Smith      | 6-7(5), 7-5, [10-4]    |         |
| 19.                          | 8 juni 2014       | Nottingham      | Gras          | Rajeev Ram       | Colin Fleming André Sá                  | 6-7(2), 6-2, [11-9]    |         |
| 20.                          | 22 maart 2015     | Drummondville   | Hardcourt (i) | Philip Bester    | Frank Dancevic Frank Moser              | 6-4, 7-6(6)            |         |
| 21.                          | 7 juni 2015       | Manchester      | Gras          | André Sá         | Raven Klaasen Rajeev Ram                | walk-over              |         |
| 22.                          | 16 augustus 2015  | Aptos           | Hardcourt     | Artem Sirtak     | Yuki Bhambri Matthew Ebden              | 6-4, 7-6(2)            |         |

## Resultaten grandslamtoernooien
| Legenda | Legenda                          |
| ------- | -------------------------------- |
| g.t.    | geen toernooi gehouden           |
| l.c.    | lagere categorie                 |
| –       | niet deelgenomen                 |
| G       | uitgeschakeld in de groepsfase   |
| 1R      | uitgeschakeld in de eerste ronde |
| 2R      | uitgeschakeld in de tweede ronde |
| 3R      | uitgeschakeld in de derde ronde  |
| 4R      | uitgeschakeld in de vierde ronde |
| KF      | uitgeschakeld in de kwartfinale  |
| HF      | uitgeschakeld in de halve finale |
| F       | de finale verloren               |
| W       | het toernooi gewonnen            |
| w-v     | winst/verlies-balans             |

### Enkelspel
| Grandslamtoernooien  |      |      |      |      |      |      |      |
| Australian Open      | 2R   | 1R   | 1R   | 1R   | 1R   | 2R   | –    |
| Roland Garros        | –    | 2R   | –    | 1R   | 1R   | –    | –    |
| Wimbledon            | –    | –    | –    | 2R   | 1R   | –    | –    |
| US Open              | –    | –    | –    | 1R   | 2R   | 1R   | –    |
| ATP Finals           |      |      |      |      |      |      |      |
| ATP Finals           | –    | –    | –    | –    | –    | –    | –    |
| ATP Masters 1000     |      |      |      |      |      |      |      |
| Indian Wells         | –    | –    | –    | 1R   | –    | –    | 1R   |
| Miami                | –    | –    | –    | 1R   | –    | –    | –    |
| Monte Carlo          | –    | –    | –    | –    | –    | –    | –    |
| Rome                 | –    | –    | –    | –    | –    | –    | –    |
| Hamburg              | –    | –    | –    | –    | 1R   | l.c. | l.c. |
| Madrid               | –    | –    | –    | –    | –    | –    | –    |
| Montréal/Toronto     | –    | –    | –    | –    | –    | –    | –    |
| Cincinnati           | –    | –    | –    | –    | 2R   | 3R   | –    |
| Shanghai             | l.c. | l.c. | l.c. | l.c. | l.c. | –    | –    |
| Parijs               | –    | –    | –    | –    | –    | –    | –    |
| Olympische Spelen    |      |      |      |      |      |      |      |
| Olympische Spelen    | –    | g.t. | g.t. | g.t. | –    | g.t. | g.t. |
| Statistieken         |      |      |      |      |      |      |      |
| Totaal aantal titels | 0    | 0    | 0    | 0    | 0    | 0    | 0    |
| Eindejaarsranking    | 281  | 155  | 153  | 91   | 96   | 136  | 256  |

### Mannendubbelspel
| Grandslamtoernooien  |     |      |      |      |     |      |      |      |     |      |      |      |    |      |      |      |    |
| Australian Open      | 1R  | 1R   | 1R   | 1R   | 1R  | 3R   | –    | 3R   | 1R  | 1R   | 1R   | 2R   | 1R | KF   | –    | –    | 2R |
| Roland Garros        | –   | –    | –    | –    | 1R  | –    | 1R   | 2R   | –   | –    | 1R   | 1R   | 3R | –    | –    | –    |    |
| Wimbledon            | –   | –    | –    | –    | –   | 2R   | 3R   | 2R   | 3R  | 2R   | 3R   | 1R   | 1R | –    | –    | –    |    |
| US Open              | –   | –    | –    | –    | –   | KF   | 1R   | –    | –   | 2R   | 2R   | 1R   | KF | –    | –    | –    |    |
| ATP Finals           |     |      |      |      |     |      |      |      |     |      |      |      |    |      |      |      |    |
| ATP Finals           | –   | –    | –    | –    | –   | –    | –    | –    | –   | –    | –    | –    | –  | –    | –    | –    |    |
| Olympische Spelen    |     |      |      |      |     |      |      |      |     |      |      |      |    |      |      |      |    |
| Olympische Spelen    | –   | g.t. | g.t. | g.t. | KF  | g.t. | g.t. | g.t. | –   | g.t. | g.t. | g.t. | 1R | g.t. | g.t. | g.t. |    |
| Statistieken         |     |      |      |      |     |      |      |      |     |      |      |      |    |      |      |      |    |
| Totaal aantal titels | 0   | 0    | 0    | 0    | 0   | 0    | 1    | 0    | 0   | 0    | 2    | 1    | 1  | 0    | 0    | 0    | 0  |
| Eindejaarsranking    | 531 | 233  | 220  | 471  | 238 | 67   | 129  | 98   | 150 | 82   | 38   | 59   | 42 | 170  | —    | —    |    |